# Турчин Микола Васильович
Микола Васильович Турчин (нар. 21 липня 1959, с. Старий Скалат Підволочиського району Тернопільської області, Україна) — український вчений у галузі медицини, доктор медичних наук (2018), професор (2020), професор кафедри отоларингології, офтальмології та нейрохірургії Тернопільського національного медичного університету імені І. Я. Горбачевського.

## Життєпис
У 1986 році закінчив із відзнакою Тернопільський державний медичний інститут.
1986—1988 — навчання у клінічній ординатурі за спеціальністю «Очні хвороби».
Професійну діяльність розпочав із посади асистента кафедри офтальмології в Тернопільському державному медичному інституті (1988—2005), доцента (2005—2020), професора кафедри отоларингології, офтальмології та нейрохірургії ТНМУ (з 2020 року і донині).
Голова Тернопільського обласного осередку Товариства офтальмологів України.

## Наукова діяльність
У 2003 році захистив кандидатську дисертацію на тему «Термометричний метод оцінки стану окорухових прямих м'язів та його значення для планування хірургічного виправлення косоокості» за спеціальністю 14.01.18 — очні хвороби у спеціалізованій вченій раді Київської медичної академії післядипломної освіти ім. П. Л. Шупика. Науковий керівник: доктор медичних наук, професор Сенякіна Антуанетта Степанівна.
У 2018 році захистив докторську дисертацію на тему «Експериментальне обґрунтування застосування кератоксеноімплантації при запальних захворюваннях і пошкодженнях рогівки» за спеціальністю: 14.03.04 — патологічна фізіологія у спеціалізованій вченій раді Д 58.601.01 у ДВНЗ «Тернопільський державний медичний університет ім. І. Я. Горбачевського МОЗ України». Науковий консультант: член—кореспондент НАМН України, доктор медичних наук, професорка Наталія Пасєчнікова.
Автор понад 60 наукових праць, в тому числі співавтор 1 англомовного підручника, 3 патентів.

### Окремі праці
- Турчин М. В., Пасєчнікова Н. В. Експериментальне обгрунтування і досвід використання ксенорогівки при лікувально-тектонічній кератопластиці у хворих із виразками рогівки різної етіології. Шпитальна хірургія. Журнал імені Л. Я. Ковальчука. 2017. № 3 (79). С. 43-48.
- Гістологічне і електронно-мікроскопічне дослідження кератоксено-імплантата при різних видах консервації / М. В. Турчин, К. С. Волков, І. М. Кліщ, Р. М. Борис. Здобутки клінічної і експериментальної медицини. 2016. № 1 (25). С. 73-77.
- Турчин М. В., Кліщ І. М., Борис Р. М. Морфологічні зміни рогівки за умови експериментальної механічної непроникаючої травми та її корекції кератоксеноімплантатом. Вісник наукових досліджень. 2016. № 1 (82). С. 105—107.
- Турчин М. В., Бігуняк В. В., Козачок С. С. Амінокислотний та елементний склад кріоліофілізованої рогівки свині. Фітотерапія. 2016. № 1. С. 60-63.
- Пасєчнікова Н. В., Якименко С. А., Турчин М. В. Вплив кератоксеноімплантата на показники гуморальної ланки імунітету за умови експериментальної механічної травми рогівки. Філатовські читання — 2016 : матеріали наук.-практ. конф. офтальмологів з міжнародною участю, присв. 80-річчю з дня заснування Інституту очних хвороб і тканинної терапії ім. В. П. Філатова НАМН України та XIV конгресу офтальмологічного товариства країн Причорномор'я (Одеса, 19-20 трав. 2016 р.). Одеса, 2016. С. 29-30.
- Турчин Н. В., Клищ И. Н., Криницкая И. Я. Динамика показателей протеиназо-ингибиторной системы крови и водянистой влаги при экспериментальной механической непроникающей травме роговицы. Офтальмология. Восточная Европа. 2015. № 1 (24). С. 43-50
- Турчин М. В. Динаміка показників синдрому ендогенної інтоксикації крові та водянистої вологи за умови експериментальної механічної непроникної травми рогівки. Медична та клінічна хімія. 2015. Т. 17. № 1 (62). С. 51-56.
- Турчин М. В., Кліщ І. М. Динаміка показників оксидаційного стресу за умови експериментальної механічної непроникаючої травми рогівки та її корекції кератоксеноімплантатом. Вісник проблем біології і медицини. 2015. Вип. 2. Т. 3 (120). С. 239—242.
- Турчин М. В. Динаміка показників синдрому ендогенної інтоксикації крові та водянистої вологи за умови експериментальної механічної непроникної травми рогівки та її корекції кератоксеноімплантатом. Медична та клінічна хімія. 2015. Т. 17. № 3 (64). С. 84-89.
- Турчин Н. В. Динамика показателей клеточного иммунитета крови и водянистой влаги при экспериментальной механической непроникающей травме роговицы. Офтальмология. Восточная Европа. 2015. № 4 (27). С. 35-41.
- Применение «Кератоксеноимплантата» для лечебной и лечебно-тектонической кератопластики при тяжелых ожогах глаз и изъязвлениях роговицы различной этиологии / Н. В. Пасєчнікова, С. А. Якименко, Н. В. Турчин, А. И. Бузник, П. О. Костенко. Офтальмологічний журнал. 2015. № 5 (466). С. 13-17.
- Турчин Н. В. Особенности цитокинового профиля слезной жидкости больных язвой роговицы при условии разны методов хирургической коррекции. Oftalmologiya. 2015. № 2 (18). С. 47-52
- Турчин М. В. Рівень прозапальних цитокінів у крові і водянистій волозі передньої камери кролів з непроникаючою травмою рогівки. Філатовські читання — 2015 : матеріали наук.-практ. конф. з міжнародною участю, присвяченої 140-річчю з дня народження акад. В. П. Філатова (Одеса, 21-22 трав. 2015 р.). Одеса, 2015. С. 86-87.
- Застосування кератоксеноімплантату для лікувально-тектонічної кератопластики при післяопікових виразках рогівки / С. А. Якименко, М. В. Турчин, О. І. Бузник, П. О. Костенко, О. А. Хрустальова, Г. Г. Шишкова. Філатовські читання — 2015 : матеріали наук.-практ. конф. з міжнародною участю, присв. 140-річчю з дня народження акад. В. П. Філатова (Одеса, 21-22 трав. 2015 р.). Одеса, 2015. С. 91

## Нагороди
медаль «За трудову доблесть» (1986)